# 22 Brygada Zmechanizowana (Bundeswehra)
22 Brygada Zmechanizowana „Oberland” (22 Brygada Grenadierów Pancernych) (niem. Panzergrenadierbrigade 22) – zmechanizowany związek taktyczny Bundeswehry.
W okresie zimnej wojny Brygada wchodziła w skład 1 Dywizji Górskiej i przewidziana była do działań w pasie Centralnej Grupy Armii.

## Struktura organizacyjna
| Organizacja PzGrenBrig 22 w 1989 | Organizacja PzGrenBrig 22 w 1989    | Organizacja PzGrenBrig 22 w 1989 |
| Godło                            | Pododdział                          | Miejsce stacjonowania            |
| -------------------------------- | ----------------------------------- | -------------------------------- |
|                                  | dowództwo brygady                   | Murnau am Staffelsee             |
|                                  | 221 batalion grenadierów pancernych | Murnau am Staffelsee             |
|                                  | 222 batalion grenadierów pancernych | Murnau am Staffelsee             |
|                                  | 223 batalion grenadierów pancernych | München-Am Hart                  |
|                                  | 224 batalion pancerny               | Landsberg am Lech                |
|                                  | 225 batalion artylerii              | Füssen                           |